# USAC-Saison 1962
Die USAC-Saison 1962 war die 41. Meisterschaftssaison im US-amerikanischen Formelsport.

## Bericht
Die Saison begann am 8. April in Trenton und endete am 18. November in Phoenix.
Insgesamt namen 59 verschiedene Fahrer an den 13 Läufen zur Meisterschaft teil. Darüber hinaus versuchten 24 weitere Fahrer sich für einzelne Rennen zu qualifizieren, scheiterten aber dabei.
A.J. Foyt und Rodger Ward erzielten jeweils 4 Siege. Rodger Ward sicherte sich nach 1959 zum zweiten Mal den Titel. A.J. Foyt belegte den zweiten Rang in der Meisterschaft mit 510 Punkten Rückstand, dahinter Parnelli Jones.
Rodger Ward siegte beim Indianapolis 500 vor Len Sutton mit nur 11 Sekunden Vorsprung.
Am 1. Juli kam Hugh Randall auf dem Langhorne-Speedway ums Leben, er war erst 29 Jahre alt. Das Langhorne-100-Rennen wurde zum ersten Mal in der Geschichte der USAC ausgetragen.

## Rennergebnisse
| Nr. | Datum         | Veranstaltung (Rennstrecke)                                          | Meilen | Sieger         | Siegerteam           |
| --- | ------------- | -------------------------------------------------------------------- | ------ | -------------- | -------------------- |
| 1   | 08. April     | Trenton 100 (Trenton International Speedway) (O)                     | 100    | A.J. Foyt      | Mesowski-Offenhauser |
| 2   | 30. Mai       | International 500 Mile Sweepstakes (Indianapolis Motor Speedway) (O) | 500    | Rodger Ward    | Watson-Offenhauser   |
| 3   | 10. Juni      | Rex Mays Classic (The Milwaukee Mile) (O)                            | 100    | A.J. Foyt      | Trevis-Offenhauser   |
| 4   | 01. Juli      | Langhorne 100 (Langhorne Speedway) (UO)                              | 100    | A.J. Foyt      | Mesowski-Offenhauser |
| 5   | 22. Juli      | Trenton 150 (Trenton International Speedway) (O)                     | 142    | Rodger Ward    | Watson-Offenhauser   |
| 6   | 19. August    | Tony Bettenhausen Memorial (Illinois State Fairgrounds) (UO)         | 100    | Jim Hurtubise  | Kuzma-Offenhauser    |
| 7   | 20. August    | Tony Bettenhausen 200 (The Milwaukee Mile) (O)                       | 200    | Rodger Ward    | Watson-Offenhauser   |
| 8   | 26. August    | Langhorne 100 (Langhorne Speedway) (UO)                              | 100    | Don Branson    | Watson-Offenhauser   |
| 9   | 08. September | Syracuse 100 (New York State Fairgrounds) (UO)                       | 100    | Rodger Ward    | Watson-Offenhauser   |
| 10  | 15. September | Hoosier Hundred (Indiana State Fairgrounds) (UO)                     | 100    | Parnelli Jones | Lesovsky-Offenhauser |
| 11  | 23. September | Trenton 200 (Trenton International Speedway) (O)                     | 200    | Don Branson    | Watson-Offenhauser   |
| 12  | 28. Oktober   | Golden State 100 (California State Fairgrounds) (UO)                 | 100    | A.J. Foyt      | Mesowski-Offenhauser |
| 13  | 18. November  | Bobby Ball Memorial (Arizona State Fairgrounds) (UO)                 | 51     | Bobby Marshman | Kuzma-Offenhauser    |

- Erklärung: O: Oval, UO: unbefestigtes Oval

## Fahrer-Meisterschaft (Top 10)
| 1. | Rodger Ward    | 2460 |
| 2. | A.J. Foyt      | 1950 |
| 3. | Parnelli Jones | 1760 |
| 4. | Don Branson    | 1700 |
| 5. | Bobby Marshman | 1581 |

| 6.  | Jim Hurtubise | 1340 |
| 7.  | Len Sutton    | 1250 |
| 8.  | Jim McElreath | 1210 |
| 9.  | Eddie Sachs   | 1060 |
| 10. | Don Davis     | 760  |